# DEFCON

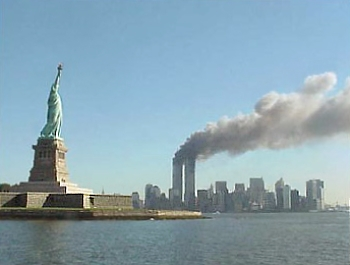
En el ataque terrorista al World Trade Center las fuerzas armadas activaron DEFCON 3.

En los Estados Unidos, el DEFCON (acrónimo de DEFense CONdition, «Condición de defensa») es un término utilizado para medir el nivel de disponibilidad y defensa de las Fuerzas Armadas. Estas condiciones de defensa describen estados progresivos de alerta y disponibilidad que son activados por el Estado Mayor Conjunto. Los niveles de DEFCON se adecuan en función de la gravedad de la situación militar. En tiempos de paz se activa el DEFCON 5, que va descendiendo a medida que la situación se vuelve más crítica. DEFCON 1 representa la previsión de un ataque inminente contra el país y jamás se ha alcanzado.
Durante el estado de emergencia pueden activarse siete niveles de alerta llamados LERTCON. Los siete LERTCON se corresponden con cinco condiciones de defensa, llamados DEFCON, y con otras dos situaciones de emergencia, llamadas EMERGCON.

## Descripción de los DEFCON
Los estados DEFCON son fases incrementales sobre la preparación de defensa: 
- DEFCON 5 se refiere a la situación normal en tiempos de paz. La Junta de Jefes del Estado Mayor es la encargada de ejecutar el aumento del nivel de alerta de EE. UU. El nivel puede ser incrementado a los niveles DEFCON 4, 3, 2 o 1.

- DEFCON 4 se refiere a una situación en la que se incrementa ligeramente la actividad de los servicios de inteligencia y se endurecen las medidas de Seguridad Nacional. Se mantuvo este nivel durante la mayor parte de la Guerra Fría y durante la Crisis de Crimea.

- DEFCON 3 implica un aumento de la disponibilidad de las fuerzas por encima de lo normal. Los Callsign de radio utilizados por las Fuerzas Armadas pasan a modo de seguridad. El ejército estadounidense alcanzó este nivel de alerta en 1962 durante la Crisis de los misiles de Cuba (excepto el Strategic Air Command, Mando Aéreo Estratégico que llegó a DEFCON 2). Todas las fuerzas armadas de los EE. UU. pasaron a DEFCON 3 durante la guerra de Yom Kipur en 1973, cuando la Unión Soviética amenazó con intervenir en favor de Egipto. La tercera ocasión en la que se alcanzó este nivel fue durante los Atentados del 11 de septiembre de 2001 contra el World Trade Center de Nueva York.

- DEFCON 2 se asigna cuando se alcanza el nivel inmediatamente inferior al máximo. Solo se ha declarado en dos ocasiones, en la Crisis de los misiles de Cuba y en la fase inicial de la Operación Tormenta del Desierto durante la Guerra del Golfo. Este sería el paso previo a una guerra nuclear.

- DEFCON 1 es el máximo nivel de alerta. Nunca se ha utilizado. Se activa ante un inminente ataque contra las fuerzas armadas estadounidenses o contra su territorio por una gran fuerza militar extranjera y autoriza el uso de armas de destrucción masiva. Se creía que, en la época de la Guerra Fría, un ataque ruso al mismo territorio de Estados Unidos, no solo con bombas sino también con infantería, era posible.

| Estado   | Nombre        | Medida                                                                           | Acciones                                                                 | Color    |
| -------- | ------------- | -------------------------------------------------------------------------------- | ------------------------------------------------------------------------ | -------- |
| DEFCON 1 | COCKED PISTOL | Guerra nuclear inminente                                                         | Alerta máxima                                                            | Blanco   |
| DEFCON 2 | FAST PACE     | Paso previo a la guerra nuclear                                                  | Fuerzas armadas preparadas para desplegar y combatir en menos de 6 horas | Rojo     |
| DEFCON 3 | ROUND HOUSE   | Incremento en la preparación y movilización de las tropas                        | Fuerza Aérea lista para desplegarse en 15 minutos                        | Amarillo |
| DEFCON 4 | DOUBLE TAKE   | Incremento de la vigilancia por inteligencia y extremar las medidas de seguridad | Preparación por encima de lo normal                                      | Verde    |
| DEFCON 5 | FADE OUT      | Estado más bajo                                                                  | Preparación normal                                                       | Azul     |

## Niveles
Las diferentes ramas de las fuerzas armadas (por ejemplo el Ejército, la Marina o las Fuerzas Aéreas) y las diferentes bases o contingentes pueden tener DEFCON distintos. Durante la mayor parte de la Guerra Fría, los silos de misiles balísticos intercontinentales (ICBM) estuvieron en DEFCON 4.
El nivel más alto alcanzado por el ejército estadounidense, al menos que se conozca oficialmente, fue DEFCON 2, durante la Crisis de los misiles de Cuba, aunque solamente una parte de las Fuerzas Aéreas llegaron a tener asignado este nivel. Se declaró el 24 de octubre de 1962 y se mantuvo hasta el 15 de noviembre. Cabe destacar que este nivel se alcanzó por orden de los generales Thomas S. Power y Curtis LeMay, y fue ejecutado sin consultar con el ejecutivo. 
El nivel de DEFCON está controlado por el presidente y por la Junta de Jefes del Estado Mayor. Cada nivel define un grado específico de seguridad nacional, activación de planes de contingencia y desarrollo de escenarios militares para las tropas.
Algunos documentos[¿cuál?] clasificados sugieren que se llegó a DEFCON 1 durante la primera Guerra del Golfo en 1991. Otros[¿quién?] dicen que a partir de los ataques a Pearl Harbor en la Segunda Guerra Mundial se mantuvo en DEFCON 1, hasta que Harry Truman ordenó los ataques de las únicas bombas nucleares usadas en un conflicto bélico en toda la historia, Little Boy y Fat Man, poniendo fin a la guerra y así de este modo poder regresar a DEFCON 2, DEFCON 3, hasta llegar a DEFCON 5.
Los ejercicios militares Able Archer 83 fueron simulaciones en DEFCON 1 en una alerta de guerra nuclear y es considerado por muchos historiadores como el incidente más cercano a una guerra mundial, desde la Crisis de los misiles en Cuba de 1962.

## Seguridad Nacional
Un sistema distinto de niveles, el Homeland Security Advisory System, Sistema de Advertencia sobre la Seguridad Nacional, es utilizado por el Departamento de Seguridad Nacional para indicar posibles estados de peligro frente a atentados terroristas. Estos niveles no dependen del DEFCON. Los cambios en los niveles de alerta interior no tienen necesariamente que afectar el nivel de defensa establecido.